# Margie Claus
Margie Claus é um futuro filme de animação digital de comédia musical americano produzido pela Warner Bros. Pictures Animation e On the Day Productions, e distribuído pela Warner Bros. Pictures. Dirigido por Shane Prigmore com um roteiro de Ben Falcone e Damon Jones, é estrelado por Melissa McCarthy.

## Elenco
- Melissa McCarthy como Margie Claus

## Produção
Em junho de 2017, a New Line Cinema anunciou Margie Claus, um filme sobre a esposa do Papai Noel, com Ben Falcone dirigindo e escrevendo, Melissa McCarthy e Damon Jones como coroteiristas, e McCarthy como estrela, mas nunca se concretizou.
Em maio de 2024, foi anunciado que a Warner Bros. Pictures Animation estava desenvolvendo Margie Claus como um filme de animação, com McCarthy, Falcone e Pilar Flynn produzindo, a partir de um roteiro de Falcone e Jones. Em outubro de 2024, foi anunciado que Shane Prigmore substituiu Falcone como diretor.

## Lançamento
Margie Claus está agendado para ser lançado em 5 de novembro de 2027 nos Estados Unidos, pela Warner Bros. Pictures. Estava originalmente agendado para 15 de novembro de 2019.